# Smittspårningspliktig sjukdom
Smittspårningspliktig sjukdom är ett svenskt medicinsk-juridiskt begrepp i smittskyddslagen och gäller enbart i Sverige. För motsvarande i andra länder, se även smittspårning.
Bestämmelser om smittskyddsåtgärder som rör djur eller livsmedel eller andra objekt finns i miljöbalken (1998:808), livsmedelslagen (2006:804), lagen om provtagning på djur, m.m. (2006:806), epizootilagen (1999:657) och zoonoslagen (1999:658).

## Föreskrifter
De smittspårningspliktiga sjukdomarna utgörs dels av de som anges i smittskyddslagens bilaga 1 över allmänfarliga sjukdomar och bilaga 2 över samhällsfarliga sjukdomar och dels för andra sjukdomar utöver de allmänfarliga, som anges i särskild bilaga i smittskyddsförordningen. De sistnämnda är sjukdomar som främst smittar människor via djur, livsmedel eller andra objekt och som inte är så allvarliga att de kan erfordra tvångsåtgärder mot enskilda individer.
Folkhälsomyndigheten har sammanställt vilka sjukdomar som är smittspårningspliktiga. För att underlätta bedömning och handläggning har myndigheten givit ut särskilda föreskrifter och allmänna råd om smittspårning.

## Praktisk tillämpning

### Allmänfarlig/Samhällsfarlig sjukdom
Vid misstänkt eller konstaterad smitta med allmänfarlig eller samhällsfarlig sjukdom är den enskilde skyldig att lämna de upplysningar vederbörande kan och i förekommande fall låta sig undersökas och ge de prover som behövs för att fastställa smittan. Om så erfordras för att fastställa smitta, kan tvångsundersökning av personen genomföras efter beslut av länsrätt.

### Andra sjukdomar utöver de allmänfarliga
Utöver allmänfarliga sjukdomar finns det ett flertal andra sjukdomar som är smittspårningspliktiga. Även för dessa sjukdomar föreligger lagstadgad skyldighet för den enskilde att lämna upplysningar eller prov för smittspårning, dock utan de möjligheter att beordra tvångsundersökning som gäller för de allmänfarliga sjukdomarna. Däremot kan tvångsåtgärder vidtas för att fastställa smittkälla med stöd av annan lagstiftning avseende djur, livsmedel och andra objekt för att förhindra smittspridning.
I juli 2020 upptog folkhälsomyndighetens lista följande övriga smittspårningspliktiga sjukdomar:
- botulism
- brucellos
- infektion med cryptosporidium
- echinokockinfektion
- infektion med enterobacteriacae vilken producerar extended spectrum betalactamase[SIC!] av karbapenemastyp (ESBLCARBA)
- infektion med entamöba histolytica
- kikhosta
- legionellainfektion
- listeriainfektion
- mers-virusinfektion
- mässling
- papegojsjuka
- påssjuka
- röda hund
- trikinosinfektion med vancomycinresistenta enterokocker (VRE)
- vibrioinfektion exkl. kolera[b]
- yersiniainfektion